# Bathylutichthys
Bathylutichthys là chi duy nhất thuộc họ Bathylutichthyidae. Các loài trong chi này được gọi là cá bống Nam Cực. Trong phân loại gần đây người ta gộp họ này vào họ Psychrolutidae.

## Từ nguyên
Tên chi xuất phát từ các từ trong tiếng Hy Lạp Latinh hóa là “bathos” nghĩa là đáy biển, “luteo” nghĩa là tắm và “ichthys” nghĩa là cá.

## Các loài
Hiện tại người ta công nhận 2 loài trong chi này:
- Bathylutichthys balushkini Voskoboinikova, 2014[4]
- Bathylutichthys taranetzi Balushkin & Voskoboinikova, 1990